# 阿賓尼街
阿賓尼街是加拿大卑詩省溫哥華市中心的一條街道，起初被視為一條不起眼的商業街。2010年代，這條街轉變成為高級餐廳及高端奢侈品零售店的中心。自2013年戴比爾斯鑽石旗艦店開業，阿賓尼街及其周邊地區已成為溫哥華大多數奢侈品牌的所在地，包括Burberry、Escada、Tiffany & Co.、Hermès、Louis Vuitton、Christian Dior、Gucci及Ferragamo。沿街還建造了多座高層柏文大廈。
阿賓尼街受到來自亞洲的富裕遊客的歡迎。街道上有多座豪華酒店，如溫哥華酒店。